# عزير حاجبايوف

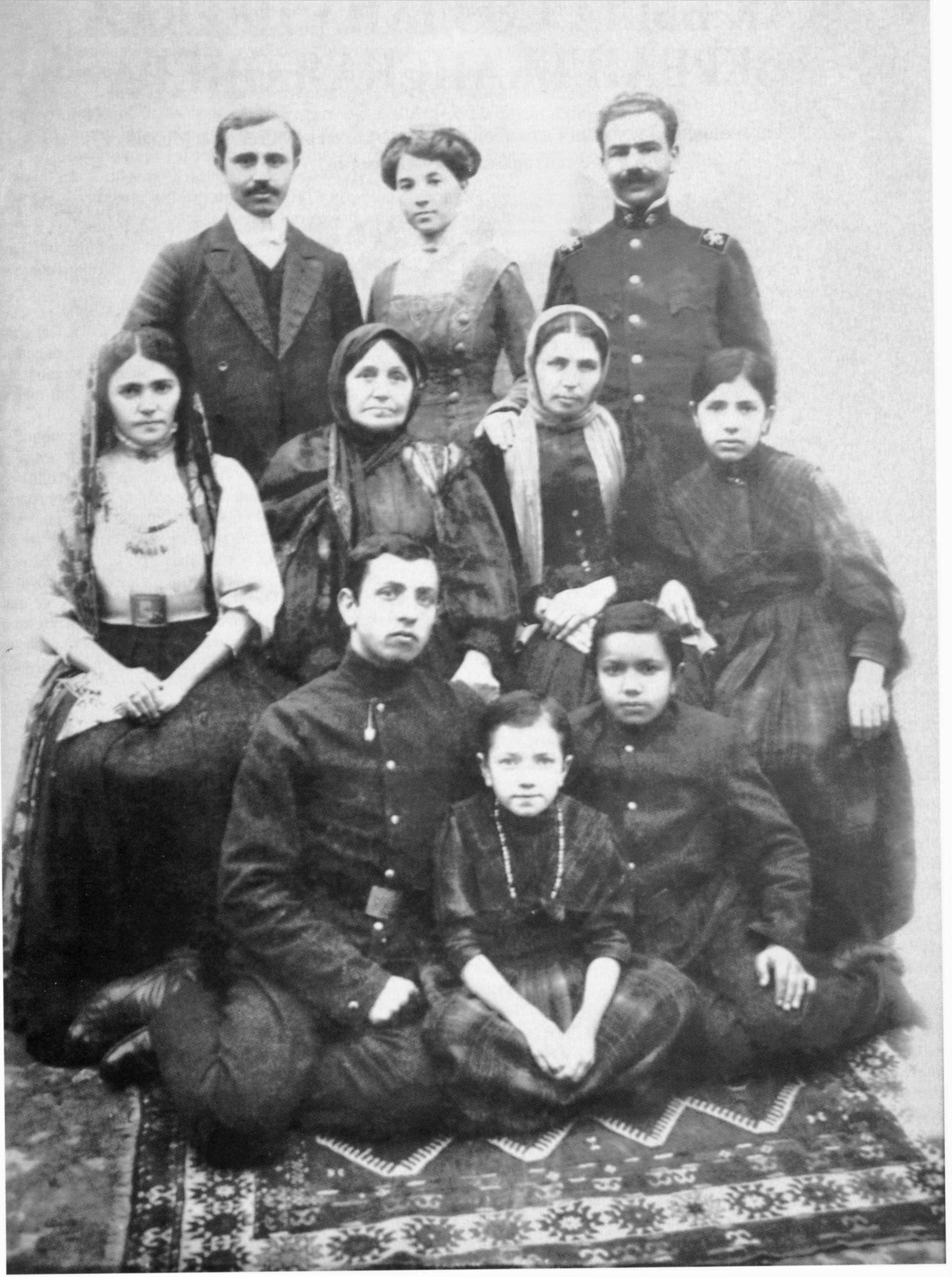
صورة لعزير حجيبكوف مع أفراد عائلته (عزير موجود في أعلى اليسار) في مدينة شوشة، سنة 1915.

عزير عبد الحسين اوقلو حجيبيكوف (بالأذربيجانية: Üzeyir Əbdülhüseyn oğlu Hacıbəyov) (18 سبتمبر 1885، آقجبدي - 23 نوفمبر 1948، باكو) كان ملحن وقائد فرقة موسيقية وعالم وناشر وكاتب مسرحيات وشخصية اجتماعية ومعلم ومترجم آذربيجاني. بالرغم من أن عزير لم يكن معروفاً في الغرب، إعتبروه الآذربيجانيون واحداً من أعظم ملحني آذربيجان.

## مسيرته
بدأ عزير دراسته في مدرسة دينية، حيث تعلم العربية والفارسية وأتقن كلا اللغتين. بعد ذلك درس عزير في مدرسة روسية-آذربيجانية وهناك تعرّف على تراث أشهر الكتّاب الشرقيين والغربيين. بعد ذلك مارس عزير الموسيقى الشعبية وغنّى في الخورس عندما كان مراهقاً. في عام 1940 تخّرج عزير من معهد المعلمين في غوري (فيما يسمّى اليوم بجورجيا) ثم عاد بعد ذلك إلى باكو لكي يستقّر هناك ويمارس مهنته كمعلّم. وعندما أصبح معلماً كتب ونشر عدة كتب للرياضيات واللغة الآذربيجانية. طريقة تلحين عزير كانت مبنية بشكلٍ عام على فكرة دمج الموسيقى الغربية مع التقاليد الشرقية.
في عام 1908 كتب عزير أول أوبرا له، ليلى ومجنون (مبنية على قصة «ليلى والمجنون» العربية). في أوبرا ليلة ومجنون تجسدت موسيقى المقام في أسلوب غربي باستخدام أدوات موسيفية من كلا الثقاقتين. كتب حجي بيكف (شيخ سنان) في عام 1909 بطريقة مختلقة تماماً عن أوبراته الأولى، حيث استخذم أسلوباً عالمياً ققط. حصلت المسرحية على رد إيجابي، لكن محتواه كان «متحضرا» بشكل لم تعتاد عليه آذربيجان آنذاك، حيث أيّد أن يكون الزواج غير مقيد بالعرق أو الدين.
بعكس مسرحية شيخ سنان، كانت أعماله الأخرى مبنية على الموسيقى الأذربيجانية بشكل عام وعلى موسيقى المقام يشكل خاص.
جوهرة ميراثه كانت الأوبرا (كروغلو)، الثي كتبها في عام 1938. أيضا، ساهم عزير في إنشاء معهد باكو للموسيقى في عام 1920، وسميّت بعد ذلك بحاجيبيوف بعد وقاته شرفاً له وتقديراً لجهوده ومساهماته. وثم من عام 1919 إلى عام 1920 عمل في جريدة (أذربيجان) التي كانت الجريدة الوطتية لجمهورية آذربيجان آنذاك. وقي عام 1927 تشر عزير (موسوعة الاغاني الشعبية الأذربيجانية) بمساعدة الملحن مسلم ماغومايف، ولأول مرة سُجل أكثر من 300 فقرات مسيقية باستخدام طريقة التنويت. في عام 1945 طبع كتاب أساسيات الموسيقى الشعبية في أذربيجان التي تُرجمت إلى عدة لغات.
عمل حجيبيوف مرتين كنائب في المجلس التشريعي في الاتحاد السوفيتي.

## روابط خارجية
- عزير حاجبايوف على موقع IMDb (الإنجليزية)
- عزير حاجبايوف على موقع الموسوعة البريطانية (الإنجليزية)
- عزير حاجبايوف على موقع ميوزك برينز (الإنجليزية)
- عزير حاجبايوف على موقع ديسكوغز (الإنجليزية)
- عزير حاجبايوف على موقع قاعدة بيانات الفيلم (الإنجليزية)